# ميشيل مارتيل
ميشيل مارتيل هو مصارع محترف كندي، ولد في 1 أكتوبر 1944 في مدينة كيبك في كندا، وتوفي في 30 يونيو 1978 في بونس، بورتوريكو في الولايات المتحدة بسبب نوبة قلبية.

## روابط خارجية
- ميشيل مارتيل على موقع CageMatch worker (الإنجليزية)